# Un faux départ (nouvelle)
Pour les articles homonymes, voir Un faux départ.
Un faux départ (A False Start en version originale) est une nouvelle d'Arthur Conan Doyle parue pour la première fois dans l'hebdomadaire The Gentlewoman en décembre 1891 avant d'être reprise dans le recueil Sous la lampe rouge (Round the Red Lamp) en 1894.
La nouvelle a été traduite en français pour la première fois en 1906 et publiée par Félix Juven sous le titre Un faux départ. La nouvelle a ultérieurement été traduite sous le même titre pour l'édition intégrale des œuvres d'Arthur Conan Doyle éditée par Robert Laffont. Les éditions Actes Sud ont également publié en 2005 la nouvelle dans une réédition du recueil Sous la lampe rouge traduite par Christine Le Bœuf.

## Résumé
Le jeune docteur Horace Wilkinson vient d'ouvrir son cabinet de médecin à Sutton et attend son premier client.
Un homme entre. Le docteur Wilkinson, dont les maîtres lui ont appris à diagnostiquer les pathologies d'un patient avant-même que celui n'en expose les symptômes, tire d'emblée quelques conclusions sur le nouveau venu qui se révèlent toutes fausses. L'homme n'est autre que le percepteur de la compagnie du gaz et ne vient pas pour consulter. Le docteur, qui n'a encore aucun revenu, ne peut pas payer immédiatement la somme qui lui est demandée.
La sonnette retentit de nouveau. Il s'agit cette fois-ci d'une famille de bohémiens venue pour obtenir la confirmation que leur enfant est atteint de rougeole. Le docteur Wilkinson confirme ce diagnostic et insiste pour leur prescrire un remède que les bohémiens ne peuvent cependant pas payer entièrement. Face à la misère de la famille, Wilkinson décide de leur rendre leur monnaie et de leur donner quelques pences supplémentaires.
La sonnette retentit de nouveau : un laquais demande le docteur Wilkinson de toute urgence auprès de Lady Millbank. Wilkinson s'étonne d'être déjà demandé par une cliente de la haute société et se rend chez elle tout en gardant un doute à l'esprit. Sur place, l'auscultation de Lady Millbank se déroule normalement, mais en sortant de la chambre de sa patiente, Horace Wilkinson rencontre le docteur Adam Wilkinson en compagnie du docteur Mason, médecin de la famille Millbank. Horace Wilkinson a été demandé par erreur, ayant été confondu avec un collègue homonyme.
Convaincu néanmoins des qualités d'Horace Wilkinson, Sir John Millbank lui propose de devenir son médecin de famille à la place du docteur Mason. Malgré sa précarité financière, Wilkinson refuse pour une question de déontologie : la coutume veut, dans la profession, qu'un médecin ne s'empare pas de la clientèle d'un prédécesseur. Le docteur Mason apprend rapidement l'attitude honorable d'Horace Wilkinson envers lui et les deux médecins finissent par devenir amis puis associés au sein du même cabinet.

## Analyse
La nouvelle contient un passage humoristique lorsque Horace Wilkinson commet une erreur de jeunesse en voulant diagnostiquer une maladie à un homme qui se révèle être le percepteur de la compagnie du gaz. Ce passage a été inspiré à Arthur Conan Doyle par ses cours de médecine avec le professeur Joseph Bell à la fin des années 1870. « L'originalité de Joseph Bell, professeur de chirurgie, réside dans ses déductions fulgurantes. Il suffit de lui présenter un individu pour que Bell pose un diagnostic assorti d'un récit exact de sa vie antérieure, sa situation familiale, sa profession, le tout mis en scène avec un goût théâtral parfois douteux » explique James McCearney dans sa biographie d'Arthur Conan Doyle publiée en 1988. Joseph Bell a été l'inspiration principale d'Arthur Conan Doyle pour la création du personnage de Sherlock Holmes en 1987. Dans ce passage de la nouvelle (écrite en 1891), Conan Doyle réalise à la fois une satire de son ancien professeur Joseph Bell et du personnage de Sherlock Holmes.